# Fraticelles
Pour les articles homonymes, voir Fraticelli.
 (janvier 2025).
Si vous disposez d'ouvrages ou d'articles de référence ou si vous connaissez des sites web de qualité traitant du thème abordé ici, merci de compléter l'article en donnant les références utiles à sa vérifiabilité et en les liant à la section « Notes et références ».
Les Fraticelles (Fraticelli en italien) étaient des franciscains de la branche dite des Spirituels : opposés à la « normalisation » de doctrine du ministre général de l'Ordre, le Père Bonaventure, ils prônent un mépris absolu des richesses et, par l’affrontement avec les puissances temporelles, évoluent peu à peu dans l'insoumission et l'hérésie. Ils furent déclarés hérétiques par le pape Boniface VIII en 1296. Michel de Césène (1270-1342) et Pierre Olivi (1248-1298) furent des initiateurs de ce mouvement.
Leur origine s'explique par la lutte de tendances qui déchire l'ordre après la mort de François d'Assise, par la vogue du millénarisme joachimite et par les progrès, parmi les plus déshérités, d'une pratique de type libertaire où est exaltée la liberté de nature.
La persécution des Fraticelli est un des sujets du roman d'Umberto Eco, Le Nom de la rose.

## Origine du terme
Du point de vue philologique, Fraticelli est un diminutif dérivé de l'italien frate  (frati pluriel), lui-même dérivé du latin frater "frère", souvent raccourci en italien par Fra quand il se rapporte au clergé.
Frati était une désignation des membres des ordres mendiants fondés pendant le XIIIe siècle, principalement les franciscains. Le latin Fraterculus  ne se trouve pas dans les vieilles archives qui concernent les Fraticelles. L'étymologie du nom Frères Mineurs (Fratres Minores) est équivalent au diminutif Fraticellus. L'idéal du fondateur des Minorites, saint François d'Assise, était que ses disciples, par la pauvreté évangélique, l'ascèse et l'humilité, devaient ramener le monde vers le Christ. Les Italiens appelaient fraticelli tous les membres des ordres religieux (en particulier les ordres mendiants), et particulièrement les ermites, s'ils  observaient ces préceptes monastiques ou règles pour leurs propres vies.

## Histoire
Dès la mort de François d'Assise (le 3 octobre 1226), les conflits doctrinaux éclatent à propos de l'héritage spirituel. En 1230, le pape Grégoire IX dispense les Franciscains de suivre le testament du fondateur : il s'agit d'insister davantage sur les activités intellectuelles et pastorales que sur le vœu de pauvreté.
Une tendance s'oppose à cette évolution, les spirituels (aussi appelés zelanti en Italie) ; les plus extrémistes d'entre eux forment le groupe des fraticelles, dont les foyers spirituels sont le Languedoc (Pierre-Jean Olieu, ou Pierre de Jean Olivi), la Toscane (Ubertin de Casale) et les Marches (Ange Clareno, Pierre de Macerata). Ils sont très marqués par la pensée eschatologique et apocalyptique de Joachim de Flore. Au fur et à mesure que le gouffre se creuse avec les conventuels (nom donné aux partisans de l'évolution de l'ordre), les Fraticelles se font plus critiques à l'égard de l'Église. Condamnés par le pape Jean XXII en 1317, ils refusent de se soumettre. En 1323, Jean XXII relativise la portée du vœu de pauvreté : par la bulle Cum inter nonnullos, il déclare que la pauvreté de Jésus et des apôtres n’a pas été absolue. Bon nombre de spirituels sont emprisonnés et les fraticelles sont livrés à l'Inquisition ; les meneurs, comme Segarelli, meurent sur le bûcher. Malgré cette brutale répression, ce mouvement, source d'inspiration de Gérard Groote, perdurera jusqu'au XVe siècle.
Selon certaines thèses, les Ghjuvannali de Corse pourraient appartenir aux Fraticelles.
Les Fraticelli (« petits frères ») étaient des partisans extrêmes des règles de saint François d'Assise, particulièrement en ce qui concerne la pauvreté : ils considéraient la richesse de l'église comme scandaleuse, et que celle des ecclésiastiques infirmait leur statut. Ils ont été ainsi conduits à la révolte ouverte contre l'autorité entière de l'Église.
Le nom Fraticelli est employé pour différentes sectes hérétiques apparues aux XIVe et XVe siècles, principalement en Italie, qui se sont séparées de l'ordre franciscain à cause des conflits au sujet de la pauvreté. Les Apostoliques (également connu sous le nom de Pseudo-Apôtres ou frères apostoliques) sont exclus de la catégorie, parce que l'admission à l'ordre de saint François d'Assise a été expressément refusée à leur fondateur, Gerard Segarelli. Ils n'ont eu aucun raccordement aux franciscains, en fait désirant les exterminer. Il est donc nécessaire de différencier les divers groupes de Fraticelli, bien que ce seul terme puisse être appliqué à tous.
L'origine des Fraticelles et la cause de leur croissance dans et en dehors de l'ordre franciscain doivent être cherchées dans l'histoire des Spirituels. En conséquence des sévères exigences de saint Francois en matière de pauvreté, ses adeptes se divisèrent en deux branches, les Zelanti, ou Spirituels, et les Relaxati, connus plus tard comme les Cordeliers. Les papes du XIIIe siècle sont intervenus pour provoquer l'harmonie entre les deux factions, et Grégoire IX, Innocent IV et Nicolas III ont donné dans leurs bulles pontificales des explications bien fondées sur ces questions. Mais les différences n'ont pas été entièrement ajustées ni l'unité complètement reconstituée entre les  Spirituels et le corps principal de l'ordre, la Communauté (Fratres de Communitate).

### Ange Clareno et le premier groupe de Fraticelles
Le premier groupe de Fraticelles a été commencé par frère Ange Clareno. Ange et plusieurs frères de la Marche d'Ancône avaient été condamnés (vers 1278) à l'emprisonnement à vie, mais furent libérés par le général de l'ordre, Raymond Geoffroy (1289-95) et envoyés en Arménie.
Exilés d'Arménie vers la fin de 1293, ils revinrent en Italie, où en 1294 Célestin V, remarquable pour son ascétisme mais dont le pontificat ne dura qu'à peine six mois, les autorisa à vivre comme ermites dans le respect méticuleux des règles de saint Francois. Après l'abdication de Célestin V, son successeur Boniface VIII retira toutes les concessions de Célestin, et ils émigrèrent en Grèce, où certains d'entre eux attaquèrent la légitimité de l'action papale. Comme le pape, par l'intermédiaire du patriarche de Constantinople, prit des mesures contre eux, ils se sauvèrent en Italie, où leur chef, Fra Liberatus, essaya de revendiquer leurs droits, d'abord auprès de Boniface VIII (mort le 11 octobre 1303), puis  de Benoît XI, qui mourut aussi prématurément (le 7 juillet 1304). Liberatus mourut en 1307 durant son voyage pour rencontrer Clément V (1305-14) à Lyon, et Ange Clareno hérita de la conduite de la communauté. Il resta en Italie centrale jusqu'en 1311, quand il alla en Avignon, où il fut protégé par ses mécènes : les cardinaux Jacopo Colonna et Napoléon Orsini.

### Sources
- Sylvain Piron, « Le mouvement clandestin des dissidents franciscains au milieu du XIVe siècle », Oliviana, 3 | 2009 : http://oliviana.revues.org/index337.html
- (en) Decima L. Douie, The Nature and the Effect of the Heresy of the Fraticelli,  (ISBN 0-404-16121-9)